# Ускршње јаје (медији и програми)
Ускршње јаје у виртуелном смислу те речи означава намерну и сакривену поруку или шалу у медијуму попут филма, књиге, веб стране или рачунарском програму, где спадају и рачунарске игре.

## Порекло израза
За творца ускршњег јаја у модерном смислу сматра се Варен Робинет, који је 1978. године у Атаријеву игру Adventure убацио тајну поруку са својим именом. У ширем смислу је сакривање малих информација у уметничким радовима познато још од времена ренесансе. Ово укључује сакривене потписе, портрете аутора или других особа убачене као споредне фигуре и сл. Име би се смело ослонити и на обичај лова на ускршња јаја, који је присутан у многим западним културама, а био је и код руског цара цара у лову на Фабержеова јаја.

## Ускршњи демо
Једна изведеница из овог појма је ускршњи демо (енгл. easter demo). У индустрији видео и рачунарских игара овај појам представља демо у коме се сажето појављују елементи игре, укомпоновани на начин који не мора ни да буде у правом духу игре нити да се јавља у њој. У случају гејм енџина, то може бити демо који представља све могућности софтвера којег презентује.